# Campestre da Serra
Campestre da Serra là một đô thị thuộc bang Rio Grande do Sul, Brasil. Đô thị này có diện tích 538 km², dân số năm 2007 là 3205 người, mật độ 5,96 người/km².